# The Skin Game
The Skin Game (br Jogo Sujo) é um filme britânico de 1931, do gênero drama, dirigido por Alfred Hitchcock, baseado numa peça de John Galsworthy.

## Enredo
Duas famílias que sentem um ódio profundo um pelo outro, não perdem oportunidade para começar uma briga entre eles. No meio dessa briga encontra-se uma jovem casada com um passado turbulento. Quando o outro lado descobre começam uma grande luta de poderes e somente quando a jovem tenta suicidar-se começam a se dar conta que foram longe demais com isso. A obra é uma crítica à hipocrisia da alta sociedade inglesa que visavam apenas ao poder e a seus interesses.

## Elenco
- C.V. France como Sr. Hillcrist
- Helen Haye como Sra. Hillcrist
- Jill Esmond como Jill
- Edmund Gwenn como Sr. Hornblower
- John Longden como Charles
- Phyllis Konstam como Chloe
- Frank Lawton como Rolf
- Herbert Ross como  Sr. Jackmans
- Dora Gregory como Sra. the Jackmans
- Edward Chapman como Dawker
- R.E. Jeffrey como Primeiro estranho
- George Bancroft como Segundo estranho
- Ronald Frankau como o Leiloeiro